# 伊藤由彦
伊藤 由彦（いとう よしひこ、1976年10月 - ）は、日本の薬学者（薬物動態学・薬効解析学）。博士（医療薬学）（静岡県立大学・課程博士・2007年）。静岡県立大学薬学部講師・大学院薬学研究院講師。
静岡県立大学薬学部助教などを歴任。

## 来歴

### 生い立ち
1976年（昭和51年）10月生まれ。静岡県立大学薬学部薬学科に進学。2002年（平成14年）3月、静岡県立大学を卒業。そのまま静岡県立大学大学院薬学研究科薬学専攻に進学。2004年（平成16年）3月、静岡県立大学の大学院における博士前期課程を修了、引き続き、静岡県立大学大学院薬学研究科の医療薬学専攻にて学んだ。在学中に博士論文「骨格筋における受動的伸展刺激による糖取り込み促進反応の細胞内機構に関する研究」を執筆、2007年（平成19年）3月、静岡県立大学大学院博士後期課程修了にともない、同年3月23日付で博士（医療薬学）の学位を取得。

### 薬学者として
大学院修了後、2007年（平成19年）4月、母校の静岡県立大学に採用、薬学部助教に就任、医療薬学大講座薬物動態学分野に携わった。なお、同年4月より、静岡県立大学は静岡県から静岡県公立大学法人に移管された。
2014年（平成26年）8月、静岡県立大学薬学部講師に昇任、引き続き医療薬学大講座の薬物動態学分野を受け持った。また、静岡県立大学大学院薬学研究院講師を兼務。薬学研究院附属薬食研究推進センターに所属。

## 研究
専門は薬学。薬物動態学・薬効解析学の研究に従事。具体的には、医薬品の体内での動態や、薬効と副作用の発現についての研究に取り組んだ。また、受容体を標的とした創薬についても研究しており、薬物治療の予測に取り組んだ。そのほか、医薬品と食品とを併用したときの効果や相互作用についても研究した。
日本薬学会、日本薬物動態学会、日本薬理学会、日本薬剤学会、日本臨床薬理学会、日本排尿機能学会、日本泌尿器科学会、国際薬物動態学会、国際尿禁制学会、などに所属。

## 略歴
- 1976年 - 誕生[1]。
- 2002年 - 静岡県立大学薬学部卒業[2]。
- 2004年 - 静岡県立大学大学院薬学研究科博士前期課程修了[2]。
- 2007年 - 静岡県立大学大学院薬学研究科博士後期課程修了[2]。
- 2007年 - 静岡県立大学薬学部助教[5]。
- 2014年 - 静岡県立大学薬学部講師[5]。
- 2014年 - 静岡県立大学大学院薬学研究院講師。